# Tamopsis rossi
Tamopsis rossi là một loài nhện trong họ Hersiliidae. T. rossi được miêu tả năm 1987 bởi Martin Baehr & Barbara Baehr.